# Ibtissam Farjia
Ibtissam Farjia, née le 1er octobre 1989, est une archère marocaine.

## Carrière
Aux Jeux panarabes de 2011 à Doha, Ibtissam Farjia est médaillée d'argent par équipes et en tir à 30 mètres et médaillée de bronze en tir à 70 mètres, au classement général et en duel.
Aux Championnats d'Afrique de tir à l'arc 2012 à Rabat, elle est médaillée de bronze en tir à l'arc classique par équipes. 